# Darufélék
A darufélék (Gruidae) a madarak osztályának darualakúak (Gruiformes) rendjébe tartozó család.

## Rendszerezés
A családba az alábbi alcsaládokat, nemeket és fajokat sorolják:
- Koronásdarvak (Balearicinae) alcsaládja – 1 nem
- Balearica (Brisson, 1760) – 2 faj
  - feketenyakú koronásdaru (Balearica pavonina)
  - szürkenyakú koronásdaru (Balearica regulorum)

- Darvak (Gruinae) alcsaládja – 3 vagy 5 nem
- Leucogeranus (Bonaparte, 1855) – 1 faj
  - hódaru (Leucogeranus leucogeranus)

- Antigone (Reichenbach, 1853) – 4 faj
  - kanadai daru (Antigone canadensis)
  - amuri daru vagy fehérnyakú japán daru (Antigone vipio)
  - Antigoné-daru (Antigone antigone)
  - Brolga-daru (Antigone rubicunda)

- Bugeranus – 1 faj
  - golyvás daru (Bugeranus carunculatus) vagy (Grus carunculata)

- Anthropoides (Vieillot, 1816) – 2 faj
  - pártásdaru (Anthropoides virgo) vagy (Grus virgo)
  - paradicsomdaru (Anthropoides paradisea) vagy (Grus paradisea)

- Grus (Brisson, 1760 – 5 faj
  - mandzsu daru (Grus japonensis)
  - lármás daru (Grus americana)
  - daru (Grus grus)
  - kámzsás daru (Grus monacha)
  - kormosfejű daru (Grus nigricollis)

## Képek

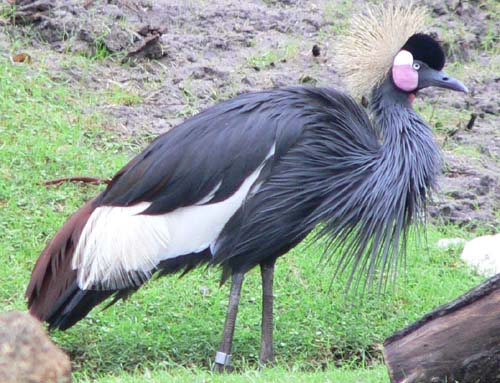
Feketenyakú koronásdaru (Balearica pavonina)
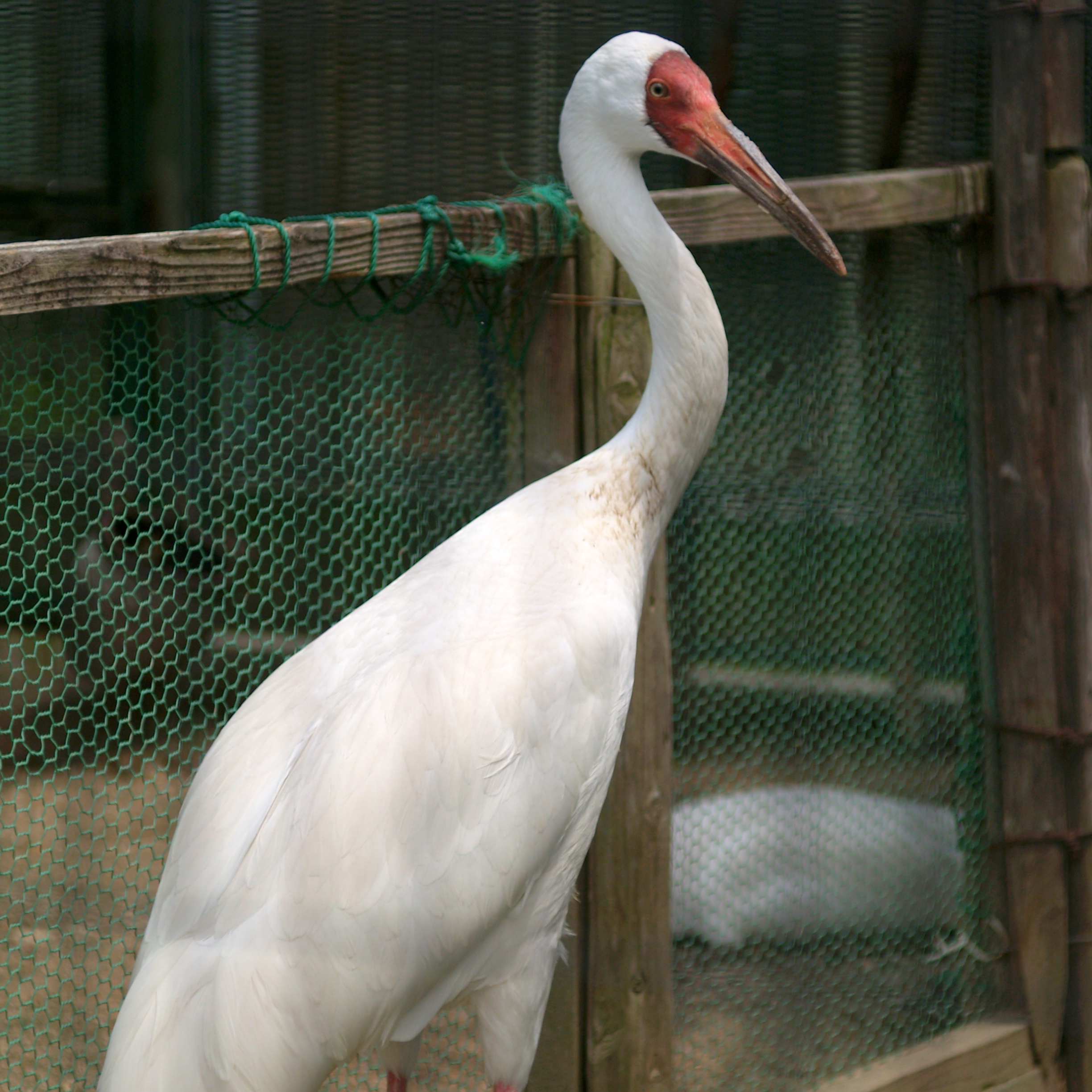
Hódaru (Grus leucogeranus)
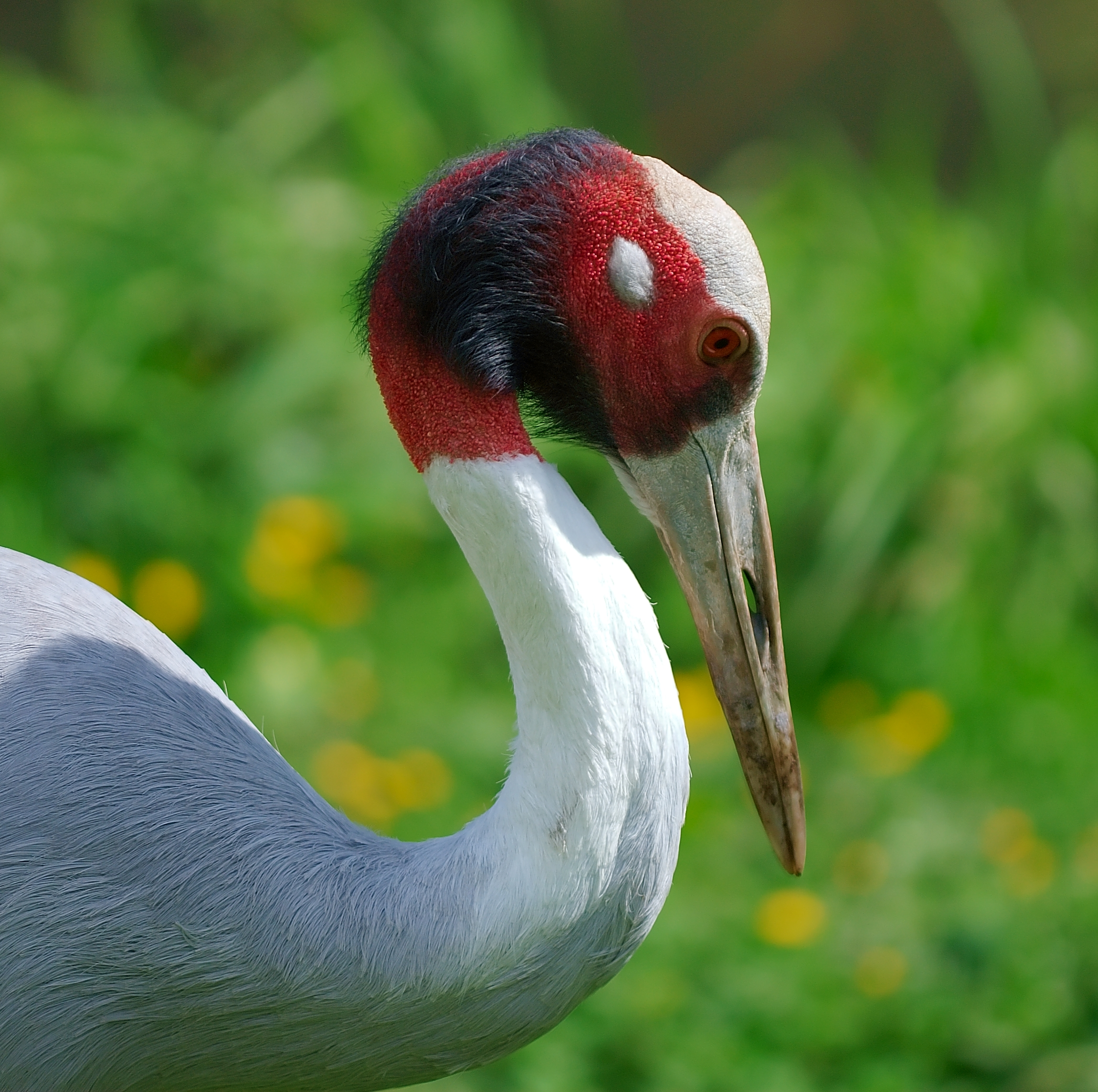
Antigoné-daru (Grus antigone)
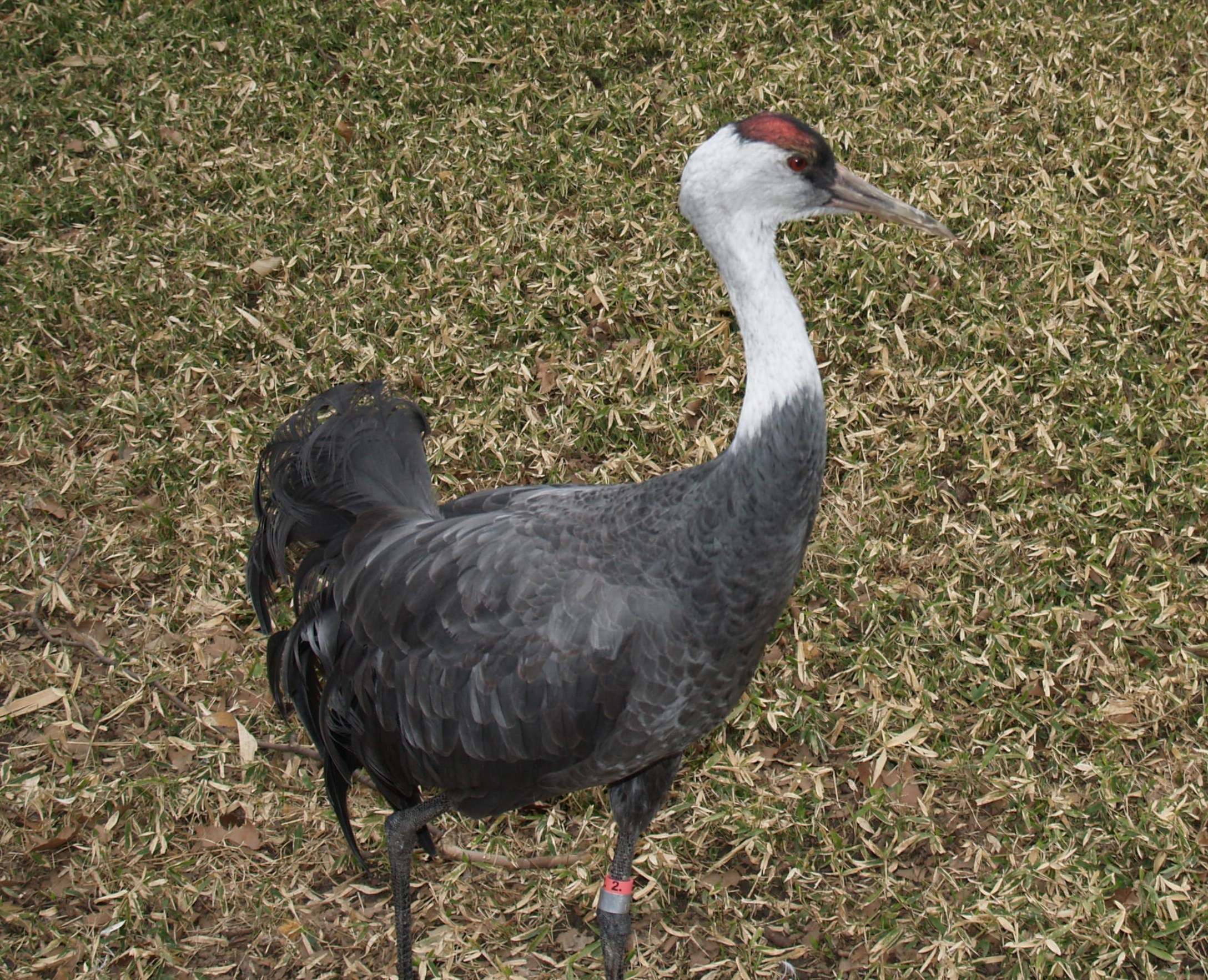
Kámzsás daru (Grus monacha)
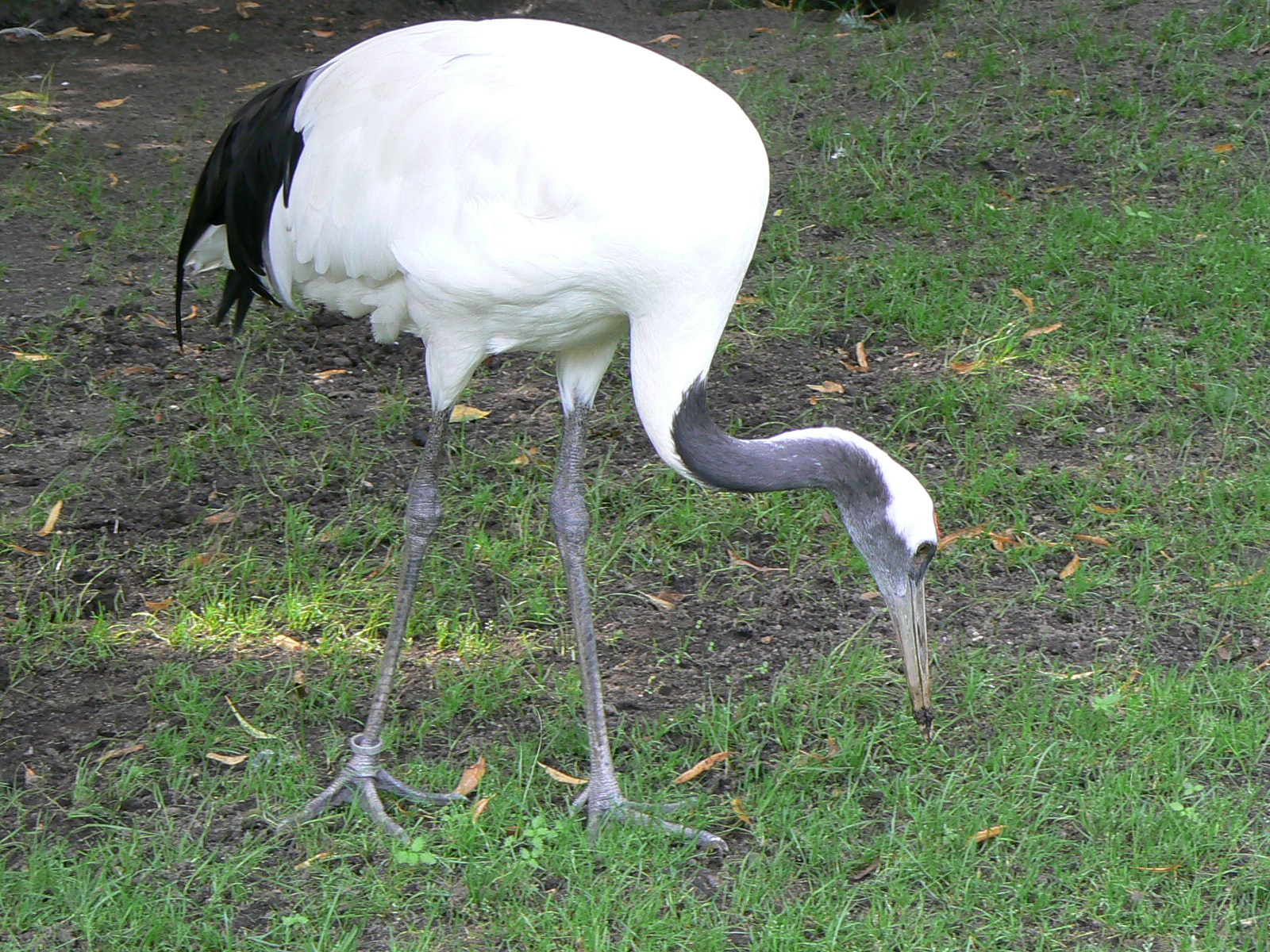
Mandzsu daru (Grus japonensis)
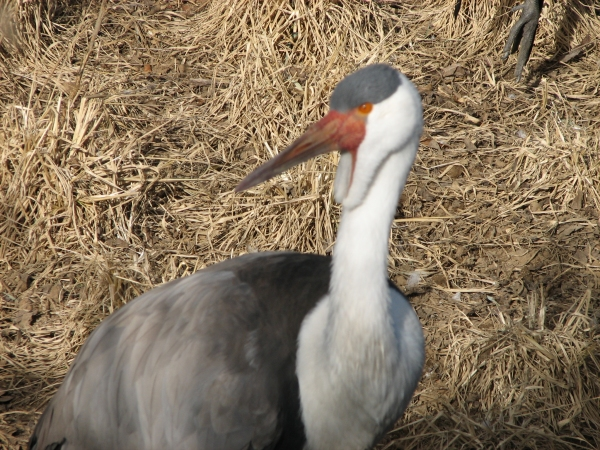
Golyvás daru (Bugeranus carunculatus)
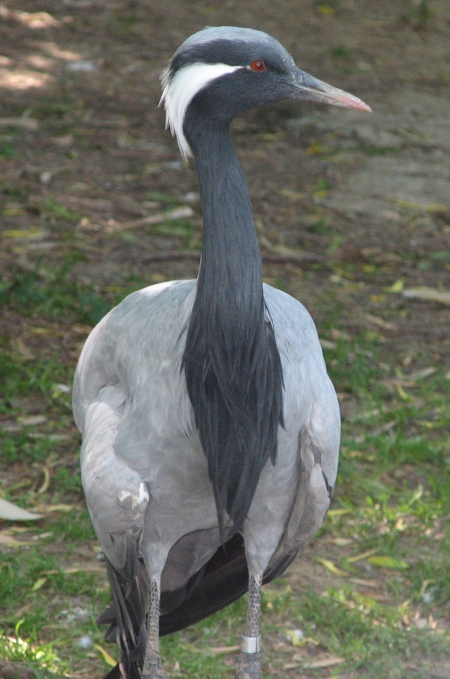
Pártás daru (Anthropoides virgo)
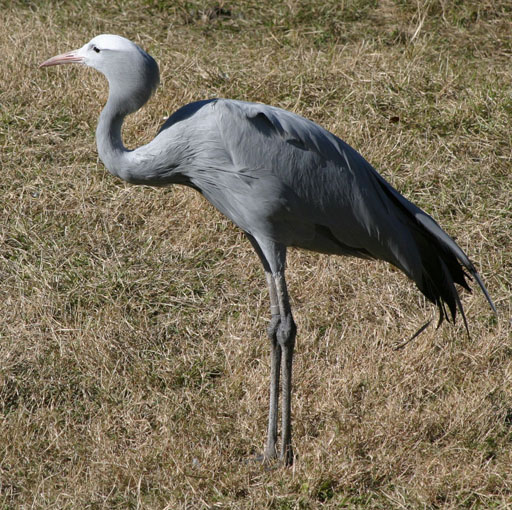
Paradicsomdaru (Anthropoides paradisea)